# Turčiansky Ďur
Turčiansky Ďur (Hongaars: Turócszentgyörgy) is een Slowaakse gemeente in de regio Žilina, en maakt deel uit van het district Martin.
Turčiansky Ďur telt 180 inwoners.